# ميرا أرويو
ميرا أرويو (البلغارية: Мира Аройо؛ من مواليد 11 يوليو 1977) هي موسيقية بلغارية، والمعروفة باسم المطرب الثانوي وأحد موسيقيي الكتّاب كتاب الأغاني في الفرقة الإلكترونية لاديترون، وكذلك دي جي تكتب وتغني أغانيها لـ لاديترون باللغة البلغارية وكذلك الإنجليزية. قبل العمل بدوام كامل في الموسيقى، درست أرويو للحصول على الدكتوراة في علم الوراثة في جامعة أكسفورد.

## النشأة والتعليم
ولدت أرويو عام 1977 في صوفيا، بلغاريا،   لأبوين من خلفية يهودية بلغارية. انتقلت أرويو مع أسرتها إلى إسرائيل عندما كانت في العاشرة، ثم إلى المملكة المتحدة. 
كانت أول آلة موسيقية تعزف عليها أرويو هي الجيتار. أيضا عندما كانت أصغر سنا، لعبت الأكورديون.  على الرغم من أن والدي أرويو كانوا حذرين بشأن قرارها بمواصلة الموسيقى، إلا أنهم كانوا مع ذلك يدعمونها ويحترمونها.

## المهنة

### مهنة علمية
بعد الانتهاء من تعليمها الجامعي، تابعت أرويو دراسات بحثية عليا في علم الوراثة؛  كانت دكتوراه. طالبة  في قسم الوراثة الجزيئية، قسم الكيمياء الحيوية بجامعة أكسفورد،  حيث أشرفت عليها الدكتورة فرانسوا كزافييه باري  والأستاذ ديفيد ج. شيرات.  في عام 2003 ، لاحظ قسم الكيمياء الحيوية أن أرويو كانت عالمة وراثية في الدراسات العليا وتعترف بإصدار ألبومها الثاني للفرقة، الضوء والسحر.
خلافًا للادعاءات بأنها أكملت الدكتوراه الخاصة بها، وتحديداً في عام 2002 أو في حدوده رغم أنه قيل أيضًا إنها في أواخر عام 2008 ، كانت لا تزال مرشحة دكتوراه،  غادرت أرويو العلم ولها D.Phil. البرنامج قبل الانتهاء منه والتخرج.  في مقابلة مع صحيفة صنداي ميل، أوضحت أنه "كان لدينا جميعًا وظائف عندما بدأنا لاديترون، ثم تركناها شيئًا فشيئًا. كنت أخصائيًة في علم الوراثة يقوم بعمل دكتوراه وأدركت أن العمل المختبري لم يكن يناسبني. في نفس الوقت وكنت أستمتع به أكثر. لقد كان أسهل وأكثر متعة ". في مقابلة لاحقة، عندما سئل، "يبدو أنك مسجل كطالب دكتوراه في أكسفورد. يبدو أنك وظيفة مرموقة جدًا، هل كان لديك أي شكوك تاركين الأوساط الأكاديمية إلى لاديترون؟"، أجابته أرويو، "نعم." عن Ladytron كنت أتجول في كليهما، حتى أصبح من الواضح أنني سأكون على حد سواء إذا واصلت بهذه الطريقة. كنت صغيراً وبدا أكثر متعة في ذلك الوقت للسفر في العالم لتشغيل الموسيقى ". 

### مهنة موسيقية
في صيف عام 1999، التقى منتجو لايف ربيودلن ودي جي دانيل هانت و  ريوبين  Wu الطلاب هيلين مارني من خلال مختلف أغاني الدي جي  وأرويو من خلال صديق مشترك.  بمشاركة اهتمامات مماثلة في الموسيقى، شكلوا الفرقة الإلكترونية لاديترون في نفس العام. منذ ذلك الحين، أصبحت أرويو هي المغنية الثانوية للفرقة، وتلعب أيضًا آلات موسيقية وتساهم في تأليف الأغاني.
تعاونت أرويو أيضًا مع فرقة إيندي بوب للمشاريع.  ظهرت أغنية "لا تأكل اللحم" كمطربة.  تعاونت أيضًا مع John Foxx & The Maths لأغنية "مشاهدة مبنى على النار".

## الحياة الشخصية
أرويو متزوجة من أمين التصوير هاري هاردي منذ عام 2010.  في عام 2011، أفيد أن أرويو يبدو أنها حامل.  في 23 فبراير 2012، أنجبت أرويو ابنة نوا. تعيش حاليا في لندن.
أرويو هي بيسسيتاريان  ومدافعة عن حقوق الحيوان.
تهتم أرويو بالهندسة المعمارية وقدمت فيلمًا قصيرًا مدته 15 دقيقة، بعنوان «الحماقة» حول «المنزل الريفي لسيدة عجوز عليها التكيف مع محيطها البعيد عندما تكبر». 

## أدوات
أثناء العروض الحية لاديترون، تلعب ميرا أرويو دورًا في صناعة الأغاني وتغني أحيانًا. المزج الأساسي لها هو Korg MS-20، والذي استخدمته منذ بداية الفرقة.
لعبت Aroyo على الهواء مباشرة الصكوك التالية للفرقة:
- Korg MS-20، Jen SX-100  ستايلوفون، تحدث وتهجئة  (604 (جولة
- Korg MS-20، Roland Juno 6 (جولة الضوء والسحر)
- Korg MS-20، Korg MS2000B (ساعة الساحرة وجولة فيلوسيفيرو)
- Korg MS-20 (جولات المغوي  أفضل من 10-10 والجاذبية)

اعتادت لادي ترون تسمية أسماء Korg MS2000B الأربعة المتطابقة ليتم تثبيتها بسهولة على خشبة المسرح. كان لها لوحة المفاتيح MS2000B بابل

## ديسكغرفي
- 604 (2001)
- النور والسحر (2002)
- ساعة الساحرة (2005)
- فيلوسيفيرو (2008)
- جاذبية المغوي (2011)
- لاديترون (2019)

## روابط خارجية
- ميرا أرويو على موقع ميوزك برينز (الإنجليزية)
- ميرا أرويو على موقع ديسكوغز (الإنجليزية)